# Округ Оукланд (Мичиген)
Округ Оукланд (енгл. Oakland County) је округ у америчкој савезној држави Мичиген.

## Демографија
По попису из 2010. године број становника је 1.202.362, што је 8.206 (0,7%) становника више него 2000. године.
| Група             | 2000.           | 2010.           |
| Белци             | 971.752 (81,4%) | 903.398 (75,1%) |
| Афроамериканци    | 120.720 (10,1%) | 164.078 (13,6%) |
| Азијати           | 49.402 (4,1%)   | 67.828 (5,6%)   |
| Хиспаноамериканци | 28.999 (2,4%)   | 41.920 (3,5%)   |
| Укупно            | 1.194.156       | 1.202.362       |